# King of the Pippins
King of the Pippins es una variedad cultivar de manzano (Malus domestica).
Esta variedad de manzana es de origen confuso, pero es idéntica a la variedad Reine des Reinettes cultivado en Francia. Introducido por Kirk of Brampton como 'King of the Pippins', pero el nombre anterior parece haber sido 'Golden Winter Pearmain'. Registrado por primera vez en 1800. Las frutas son firmes, jugosas y subácidas con un rico y aromático sabor a almendras.

## Sinónimos
- "Gold Winter Pearmain",
- "Golden Pearmain",
- "Golden Winter Pearmain",
- "Reine de Reinettes",
- "Hampshire Yellow",
- "Jones’ Southampton Pippin",
- "Prince’s Pippin",
- "Shropshire Pippin",
- "Plassart",
- "Bonin",
- "Lepage",
- "Belrenet".

## Historia
'King of the Pippins' es una variedad de manzana, cuya cría y origen está abierta a conjeturas. Según se cree se originó en la región de Normandía en el norte de Francia durante el siglo XVI y se conocía como la Reine des Reinettes. A principios del siglo XIX, se trasladó a Gran Bretaña, donde se conoció con el nombre de 'Golden Winter Pearmain'. Luego, llegó el viverista Kirk of Brampton, quien supuestamente la denominó la 'Queen of the Pippins', pero unos años más tarde Kirk incluyó una manzana llamada 'King of the Pippins' en sus catálogos, supuestamente en un esfuerzo por cambiarle el nombre. Teniendo en cuenta las sutiles diferencias de apariencia, existe la posibilidad de que 'King of the Pippins' sea una plántula de la 'Reine des Reinettes', o quizás una mutación de la misma.
'King of the Pippins' se cultiva en la National Fruit Collection con el número de accesión: 1972-030 y Accession name: King of the Pippins.

## Características
'King of the Pippins' tiene un tiempo de floración que comienza a partir del 7 de mayo con el 10% de floración, para el 13 de mayo tiene una floración completa (80%), y para el 20 de mayo tiene un 90% de caída de pétalos.
'King of the Pippins' tiene una talla de fruto de pequeño a mediano; forma globoso-cónica, generalmente con uno de los lados torcido; con nervaduras ausentes; epidermis con color de fondo amarillo, con sobre color lavado de rojo a naranja en una cantidad media-alta, con sobre color patrón rayas rojas rotas, frecuentemente con rojizo en el extremo del tallo, "russeting" (pardeamiento áspero superficial que presentan algunas variedades) muy bajo; cáliz grande y abierto en una cuenca moderadamente poco profunda; pedúnculo es corto y robusto; textura de la pulpa crujiente firme y de grano fino, y color de la pulpa blanquecino; los frutos son jugosos jugoso y agradablemente dulce. El mejor sabor a almendras y su dulzura se desarrolla cuando se almacena una o dos semanas después de la cosecha.
Su tiempo de recogida de cosecha se inicia a principios de octubre. Se conserva bien durante tres meses en cámara frigorífica.
'King of the Pippins' es el parental-madre de la variedades cultivares de manzana:
- Hope Cottage Seedling
- Laxton's Triumph
- Allington Pippin
- Feltham Beauty

'King of the Pippins' es origen de Desportes, nuevas variedades de manzana:
- King Russet
- Rote Goldparmane[4][6]

## Usos
Excelente postre tardío de manzana fresca, pero también de uso en cocina pues hace maravillosas tartas (tiende a mantener bien su forma y se vuelve amarillenta cuando se cocina). Como manzana de sidra, agrega dulzura y aromas a nuez a la sidra.

## Ploidismo
Diploide. Auto estéril, utilizar un polinizador compatible del Grupo D, día 13.

## Susceptibilidades
Resistente a la sarna del manzano y al mildiu, susceptible al cancro.